# NGC 1974
NGC 1974 (другие обозначения — NGC 1991, ESO 85-SC89) — рассеянное скопление с эмиссионной туманностью в созвездии Золотой Рыбы, расположенное в Большом Магеллановом Облаке. Открыто Джеймсом Данлопом в 1826 году. Возраст скопления составляет около 10 миллионов лет. NGC 1974 является частью крупной дугообразной структуры, включающей NGC 1955 и NGC 1968.
Этот объект занесён в новый общий каталог несколько раз, с обозначениями NGC 1974, NGC 1991.
Этот объект входит в число перечисленных в оригинальной редакции «Нового общего каталога».